# Aaron Grandidier Nkanang
Aaron Grandidier Nkanang, född 18 maj 2000, är en fransk rugbyspelare. Han ingick i det franska lag som tog guld i sjumannarugby vid OS 2024 i Paris.